# Kraus-Gletscher
Der Kraus-Gletscher ist ein 3 km langer Gletscher auf der Anvers-Insel im Palmer-Archipel westlich der Antarktischen Halbinsel. Er fließt vom Mount Français in nördlicher Richtung zur Fournier-Bucht.
Das UK Antarctic Place-Names Committee benannte ihn 2016. Namensgeber ist der deutsch-österreichische Geodät Karl Kraus (1939–2006), Institutsvorstand für Photogrammetrie an der TU Wien von 1974 bis 2006.